# Sant Calze
|  | Aquest article tracta sobre la relíquia cristiana. Vegeu-ne altres significats a «Sant Greal». |

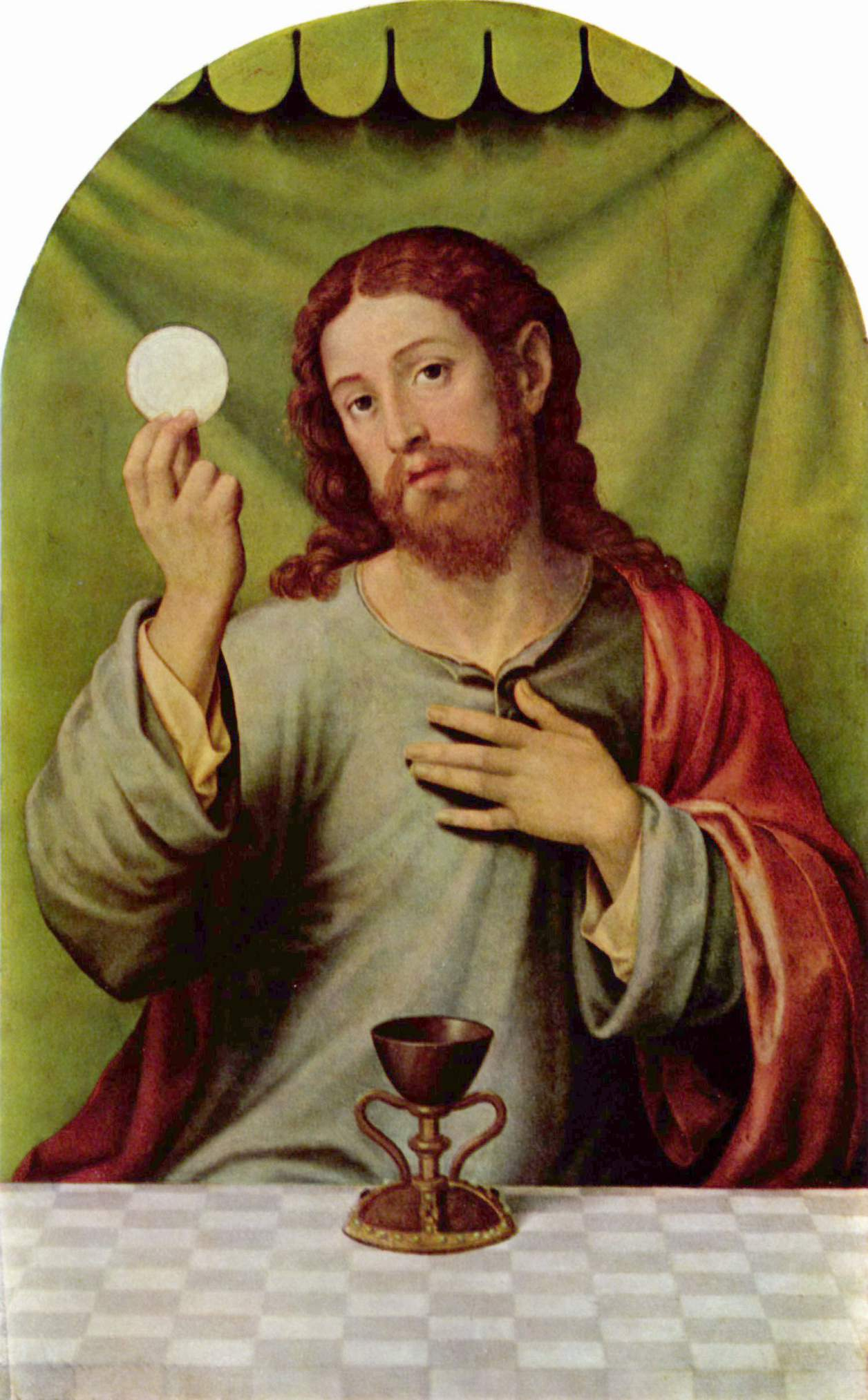
Crist de l'Eucaristia de Joan de Joanes. Aquesta pintura del mostra el Calze de la catedral de València

A la tradició cristiana el Sant Calze és el recipient que Jesús de Natzaret va fer servir al Sant Sopar per a servir el vi i que s'esmenta als evangelis de Mateu, Marc i Lluc. La celebració de l'Eucaristia a les esglésies i comunitats cristianes conserva elements originals del Sant Sopar com el pa i la copa o calze, que el celebrant té a les mans mentre diu les paraules que va dir Jesús segons els evangelis. Hi ha tradicions a l'Església Catòlica que sostenen que el Sant Calze existeix actualment i que es pot identificar amb algun dels recipients conservats que porten el seu nom. Aquests recipients formen part de les relíquies relacionades amb Jesús.

## Història i tradició

### El Sant Sopar
L'Evangeli segons Mateu 26:27-29 indica que "Després prengué una copa, digué l'acció de gràcies i els la donà tot dient: —Beveu-ne tots, que això és la meva sang, la sang de l'aliança, vessada per tothom en perdó dels pecats. Us asseguro que des d'ara ja no beuré d'aquest fruit de la vinya fins al dia que begui vi nou amb vosaltres en el Regne del meu Pare". Aquest fet, conegut tradicionalment com el Sant Sopar, també és descrit pels evangelistes Marc, Lluc i l'apòstol Pau a la Primera Carta als Corintis. Aquesta descripció anterior de la fracció del pa, és la base de la tradició de l'Eucaristia que se celebra regularment en moltes esglésies cristianes. La Bíblia menciona el calze exclusivament en el marc del Sant Sopar i no dona cap rellevància especial a l'objecte en si.
Per a sant Joan Crisòstom (347-407 dC), "la taula no era de plata, el calze en què Crist va donar a beure la seva sang als deixebles no era d'or, i no obstant això, tot el que hi havia era preciós i veritablement apte per a inspirar respecte". Herbert Thurston a l'Enciclopèdia Catòlica de 1908 indica que "no s'ha conservat cap tradició fiable sobre el calze utilitzat per a Crist en el Sant Sopar. Als segles vi i vii pelegrins de Jerusalem creien que el calze real era el que es venera a l'Església del Sant Sepulcre, que conté l'esponja que van oferir al Nostre Salvador al Calvari".

### Tradició catòlica

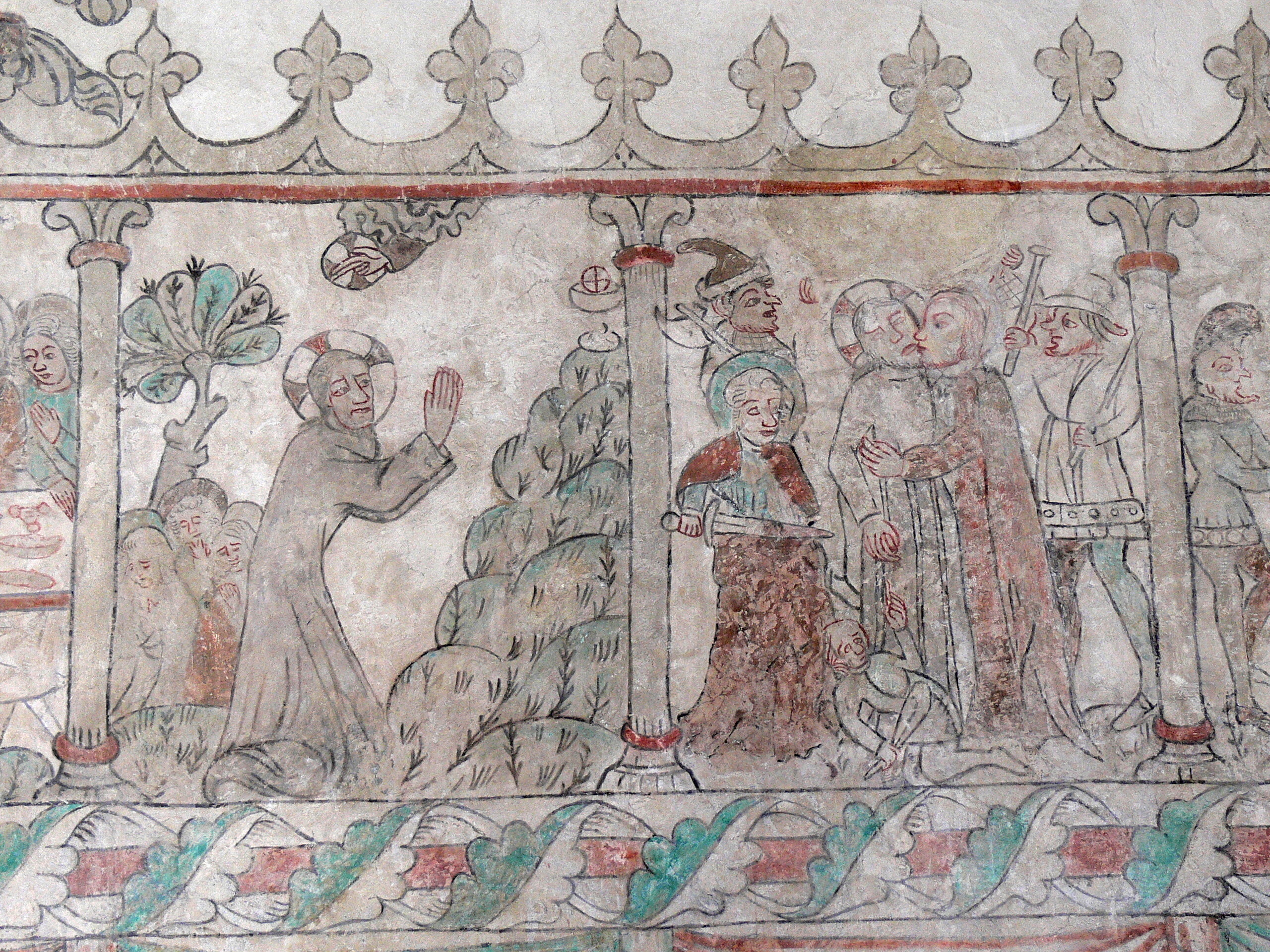

Tot i que s'han conservat diverses tradicions sobre el calze utilitzat per Jesús, alguns acadèmics asseguren que cap d'elles és fiable.
La tradició més estesa, Sant Pere indica que des de Sant Pere el Sant Calze va anar passant a mans dels papes fins a Sixt II, el 258 dC, quan els cristians van ser perseguits per l'emperador Valerià I i els romans van exigir que les relíquies fossin lliurades al govern. Per això el papa Sixt hauria lliurat el calze al seu diaca Llorenç màrtir, que l'hauria donat al soldat hispà Proselius, amb instruccions que el portés a un lloc segur al país d'origen de Sant Llorenç, Espanya.
La tradició que associa el Sant Calze amb Espanya indica que l'objecte fou protegit per diversos monarques espanyols, entre ells el rei Alfons VIII el 1200. En un moment en què necessitava diners per a una campanya militar, Alfons va demanar diners a la Catedral de València i va deixar-hi el calze com a garantia, que va passar a ser propietat de l'Església. Aquesta tradició, però, no se sosté perquè Alfons de Castella va morir el 1214, València fou musulmana fins al 1238, quan va ser conquerida pel rei Jaume I, i la construcció de la catedral es va iniciar el 1262. D'altres estudiosos, però, indiquen que hauria estat un altre rei.

### Relació amb el Sant Greal
A banda de la història, les tradicions, les devocions i les creences sobre el Sant Calze, des de l'edat mitjana s'ha transmès una llegenda, amb diverses variants, que té com a protagonista un recipient anomenat sant Greal. Segons aquesta llegenda es va utilitzar el calze per a recollir la sang de Crist a la crucifixió, el que es contradiu amb la idea que Pere hauria pogut fer servir el calze per celebrar missa. Tot i que les tradicions sobre el Sant Calze i la llegenda sobre el Sant Greal sembla que no tinguin res a veure, en el fons coïncideixen en parlar d'un objecte amb la sang de Crist. Per la llegenda aquesta sang provindria directament de Crist i per les altres tradicions a través de l'eucaristia, on la teologia catòlica sosté que el vi consagrat a la missa es converteix en la veritable sang de Crist.
En la tradició oral hi ha poemes bards que combinen ambdues històries barrejant realitat i ficció al voltant de les croades, els cavallers, el rei Artur i les llegendes celtes i alemanyes. Una de les primeres plasmacions d'aquestes llegendes en una novel·la va ser El rei Artur i els cavallers del 1485, on Thomas Malory fa que el personatge de ficció Galahad busqui el Sant Greal.

## Relíquies medievals
Durant l'edat mitjana hi havia tres principals candidats per a ser el Sant Calze que estaven per sobre de la resta, un a Jerusalem, un altre a Gènova i el tercer a València. El quart calze medieval es va descobrir al segle xx i es coneix com el Calze d'Antioquia i es troba al Metropolitan Museum of Art de Nova York.

### El calze de Jerusalem
La primera persona que parla d'un calze del Sant Sopar és el pelegrí anglosaxó del segle vii Arculf, que el va descriure a De Santis locis on va deixar escrit que estava situat en un reliquiari d'una capella propera a Jerusalem, entre la basílica del Gòlgota i el Martiri. El va descriure com un calze de plata de doble nansa. Arculf diu que va besar la seva mà i va arribar obrir la tapa per a tocar el calze. Assegura que la gent de la ciutat anaven a fer el mateix amb gran veneració. Aquesta és l'única menció que situa el Sant Calze a Terra Santa. Arculf també va veure la Santa Llança al pòrtic de la basílica de Constantí.

### El calze de Gènova
Entre els calzes que actualment es conserven hi ha el Sacro Cattino o Calze de Gènova que es conserva a la catedral d'aquesta ciutat italiana. El recipient hexagonal es coneix com el sacro catino i tradicionalment s'ha dit que fou tallat de maragda, però en realitat és un plat de vidre egipci verd, d'uns 35 centímetres d'amplada. Va ser enviat a París després de la conquesta d'Itàlia per part de Napoleó, i va ser retornat trencat, el que permet assegurar que és de vidre. El seu origen és incert. Segons un document de Guillem de Tir, escrit al voltant del 1170, es va trobar a la mesquita de Cesarea el 1101. Els genovesos, creient que era de maragda, el van acceptar en lloc d'una gran suma de diners.
Una història alternativa de la crònica espanyola diu que es va trobar quan Alfons VII de Castella va prendre Almeria als musulmans el 1147 amb l'ajut dels genovesos i li van dir que aquesta era l'única cosa que tenia valor de la ciutat. Segons la crònica de Gènova escrita a finals del xiii de Jacobus de Voragine, la identificació del sacre catino amb el Sant Calze no es fa fins més tard.

### El calze de València

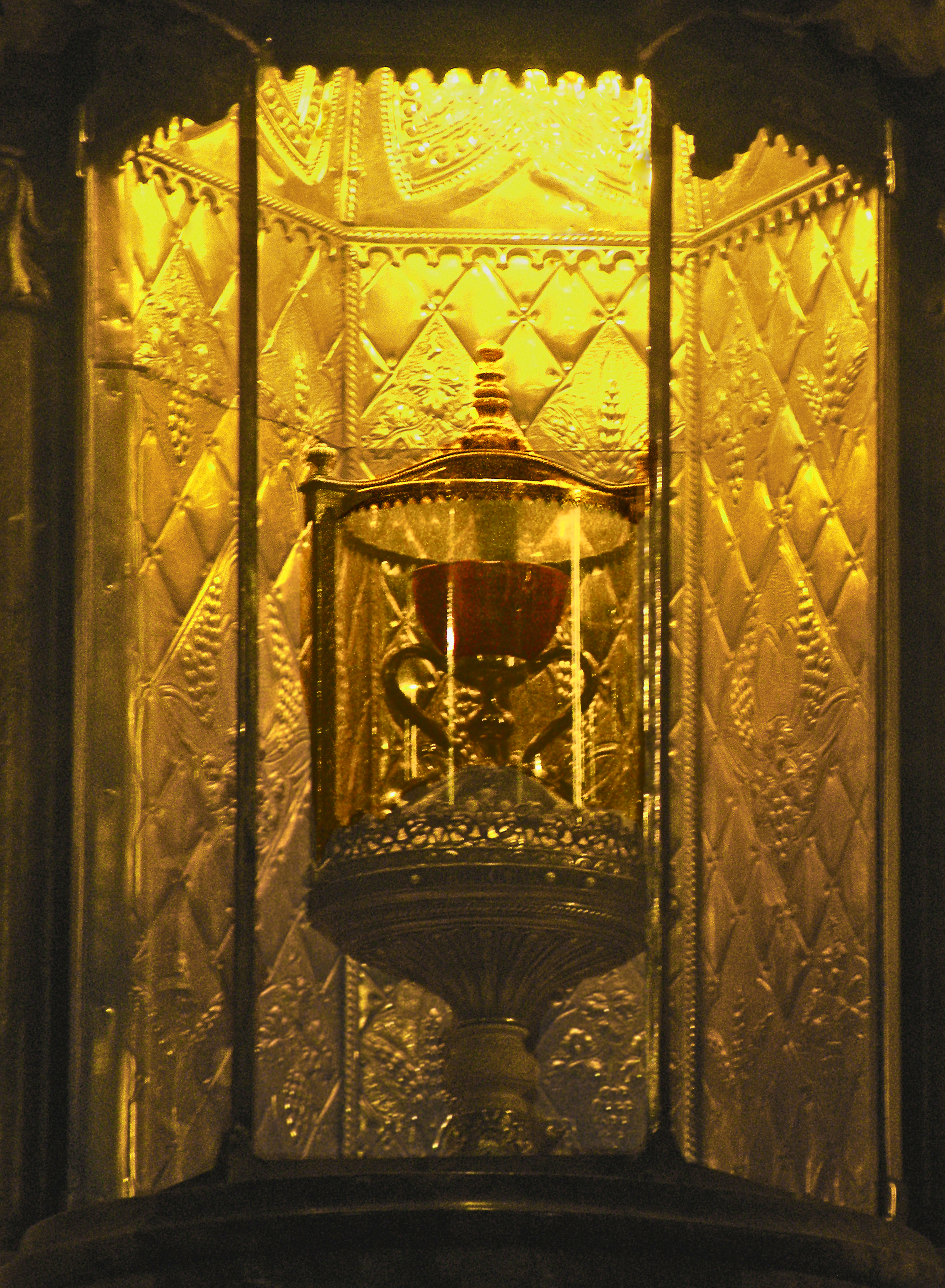
El calze de la Catedral de València

El calze de la Catedral de València va ser donat pel rei Alfons el Magnànim el 1437 i alçat a la sala de relíquies fins que el 1916 es traslladà a aquesta capella. Fins a 1744 el calze era emprat amb regularitat, però li va caure a un religiós en terra i es va clavillar; després deixà de gastar-se i restà com simple objecte de culte. Actualment es troba protegit per un fanal i descansa sobre una mènsula dins del retaule gòtic d'alabastre abans esmentat. La copa és de pedra de tipus àgata oriental o calcedònia reixada, de la varietat anomenada cornalina, de color roig fosc. El seu diàmetre és aproximadament de deu centímetres i la seua alçària de set. Tant la superfície exterior com la interior són llises. La base és xicoteta i circular i està datada en el segle I dC.
El peu de la copa està constituït per una naveta, en posició invertida, també de calcedònia, molt translúcida, ribetejada en or. La unió entre el peu i la copa i les dues anses estan finament treballades en or. La muntura, de fina orfebreria, està encastada amb valuoses perles i maragdes. Tant el peu com les anses foren muntades en temps medievals.
La llegenda d'aquesta relíquia menciona que, a la mort de la Mare de Déu, els deixebles de Jesús es van repartir tot el que guardava i que Sant Pere es va emportar el Calze a Roma. A causa de les freqüents persecucions patides pels cristians, el papa Sixt II va entregar la preada relíquia a sant Llorenç, el seu diaca, el qual va fer traslladar el calze a Osca, la seua pàtria. Allí va estar el Sant Calze fins a l'any 712 quan els cristians, fugint dels musulmans, es van refugiar en els Pirineus i finalment en el monestir de Sant Joan de la Penya, prop de Jaca.
D'allí, segons citen els historiadors, va passar a Saragossa, al palau reial de l'Aljaferia. El Sant Calze fou donat per la comunitat de Sant Joan de la Penya al rei d'Aragó, Martí l'Humà el 1399 qui, agraït, va entregar a canvi als monjos de Sant Joan un altre calze d'or.
El Sant Calze va estar en poder dels monarques de la Corona d'Aragó fins que l'any 1437 Alfons el Magnànim, que havia portat a València la relíquia per la capella del seu palau reial, en haver-se d'absentar del Regne de València, el va entregar a la catedral, lloc on des de llavors ençà alberga el Sant Calze.

### El calze d'Antioquia
El calze de plata sobredaurada identificat com un calze dels primers cristians actualment està al Metropolitan Museum of Art de Nova York. Aparentment va ser elaborat a principis del segle vi a Antioquia i té una construcció de doble got, amb una carcassa exterior de fosa de metall obert que tanca una copa interor de plata llisa. Es va identificar com Sant Calze per primera vegada abans de la Primera Guerra Mundial. Després d'haver estat identificat per experts del museu d'art Walters de Baltimore, a Maryland, s'ha descartat que s'utilitzés com un calze i sembla que hauria estat elaborat per a fer llum al segle vi.